# Addio (Balzac)
Addio (Adieu) è una novella di Honoré de Balzac del 1830. La prima parte del testo appare su rivista sotto il titolo "Souvenirs soldatesques. Adieu" e col sottotitolo "I Catari"; le due parti successive hanno preso i sottotitoli "Le Passage de la Bérésina" e "La Guérison". A quel tempo Balzac stava lavorando ad alcune nuove "Scene della vita militare", ma nel 1832 il testo appare tra le "Scene della vita privata", e infine nel 1834 negli "Studi filosofici".
La storia si sviluppa su due livelli: durante il tempo presente del protagonista, il barone Philip Sucy, del suo amico il marchese d'Albon e della contessa Stephanie de Vandiéres (1819); e durante la ritirata di Russia della Grande Armata napoleonica nel 1812, successiva alla omonima battaglia in cui la contessa e il barone saranno separati in maniera quantomai tragica.

## Trama
La contessa Stephanie, che aveva seguito il suo vecchio marito il generale Vandières nella Campagna di Russia, viene salvata dall'amico d'infanzia nonché attuale amante, il maggiore Sucy, durante il passaggio della Beresina: al momento della loro separazione la donna grida "Addio!" a Philip rimasto sull'altra riva.
Nell'autunno del 1819, dopo essere rimasto prigioniero in mano ai Cosacchi per sei interi anni, il maggiore torna in patria e viene promosso colonnello; durante una partita di caccia nel parco d'un antico monastero, caduto oramai quasi interamente in rovina, intravede una figura spettrale, ma circonfusa d'una strana bellezza. Si tratta d'una donna che continua a ripetere la parola "Addio!"
Una contadina muta di nome Genevieve veglia su di lei e la assiste. Il colonnello crede di riconoscere nella strana donna Stephanie: l'emozione è così forte ed improvvisa che l'uomo perde i sensi. Tocca  al giudice di Granville e alla moglie di questi, i quali vivono non molto lontano, il compito di soccorrerlo e farlo rinvenire.
Due giorni dopo Philip, che ha ripreso conoscenza e s'è abbastanza rimesso dallo choc, chiede al suo amico il marchese d'Albon d'andar a verificare l'identità della sconosciuta; egli vede una donna vagare nel parco ed ha la conferma ch'ella non è altri che l'amante a lungo cercata da Philip.
Si scopre però infine con orrore che il comportamento di Stephanie è del tutto simile a quello d'un animale; i due amici cercano pertanto di convincere il dottor Fanjat a cercare una cura e provare qualche trattamento sulla donna che possa farla rinsavire. Egli è convinto che un forte choc emotivo possa farle recuperare la ragione.
Dopo diversi tentativi falliti miseramente decidono di riprodurre la scena della loro tragica separazione sulle rive della Beresina. La memoria di Stephanie torna così improvvisamente, ma il ritorno alla realtà è troppo brusco per l'acuta sensibilità della donna, la quale muore.
Dieci anni dopo Philip, divenuto generale, "abbandonato da Dio", si suicida.

## Edizioni
- Studi filosofici (Luigi Lambert; I proscritti; Addio; Il Requisizionario; El Verdugo), Coll. Tutto Balzac Vol. VIII, trad. di Gildo Passini, Milano, Corbaccio, 1928
- Studi filosofici (Gesù Cristo in Fiandra, Melmoth riconciliato, Massimilla Doni, Il capolavoro sconosciuto, La ricerca dell'assoluto, Il figlio maledetto, Addio, Il richiamato, El Verdugo, Un dramma in riva al mare, Maestro Cornelius, La locanda rossa), Trad. di R. Mucci e P. Russo, Introduzione di L. De Nardis, Coll. I grandi maestri; 35, Roma, G. Casini, 1959
- Addio; Il figlio maledetto; El verdugo, Trad. di Elina Klersy, Coll. I grandi libri Garzanti; 289, Milano, Garzanti, 1983, ISBN 88-11-58289-X (II edizione, 1999)
- Addio, a cura di Alfredo Di Laura, Coll. Il colibrì; 3, Soveria Mannelli, Rubbettino, 1987
- Addio, ; trad. di Renato Mucci; introduzione di Eileen Romano, Coll. Paralleli, Milano, A. Mondadori, 1994, ISBN 88-04-38054-3
- Addio; a cura di Maurizio Ferrara, Coll. Le occasioni, Bagno a Ripoli, Passigli, 2020, ISBN 978-88-368-1734-4